# Crescent Beach
Crescent Beach es un lugar designado por el censo ubicado en el condado de San Juan en el estado estadounidense de Florida. En el Censo de 2010 tenía una población de 931 habitantes y una densidad poblacional de 247,39 personas por km².

## Geografía
Crescent Beach se encuentra ubicado en las coordenadas 29°43′45″N 81°14′29″O / 29.72917, -81.24139. Según la Oficina del Censo de los Estados Unidos, Crescent Beach tiene una superficie total de 3.76 km², de la cual 3.71 km² corresponden a tierra firme y (1.38%) 0.05 km² es agua.

## Demografía
Según el censo de 2010, había 931 personas residiendo en Crescent Beach. La densidad de población era de 247,39 hab./km². De los 931 habitantes, Crescent Beach estaba compuesto por el 97.53% blancos, el 0.43% eran afroamericanos, el 0.11% eran amerindios, el 0.86% eran asiáticos, el 0% eran isleños del Pacífico, el 0.43% eran de otras razas y el 0.64% pertenecían a dos o más razas. Del total de la población el 2.36% eran hispanos o latinos de cualquier raza.